# Charles Hutchison
Charles Hutchison (3 de diciembre de 1879 - 30 de mayo de 1949) fue un actor, director y guionista cinematográfico estadounidense. 

## Resumen biográfico
Nacido en Pittsburgh, Pensilvania, destacó por su trabajo en los seriales cinematográficos de la época. Fue la persona que convenció al actor Karl Dane para que volviera al cine a mediados de la década de 1920. Hutchison actuó en 49 filmes entre 1914 y 1944. Así mismo dirigió 33 producciones entre 1915 y 1938.
Estuvo casado con la actriz cinematográfica Edith Thornton. Charles Hutchison falleció en 1949 en Hollywood, California.

## Filmografía seleccionada
- Speed (1922)
- Go Get 'Em Hutch (1922)
- Hurricane Hutch (1921)
- Double Adventure (1921)